# كأس نيوزيلندا 1963
كأس نيوزيلندا 1963 (بالإنجليزية: 1963 Chatham Cup)‏ هو موسم من كأس نيوزيلندا. فاز فيه North Shore United AFC ‏.